# Ocean Avenue (Brooklyn)
Pour les articles homonymes, voir Ocean Avenue.
Ocean Avenue est un axe majeur de circulation de la ville de New York.

## Situation et accès
Cette voie traverse Brooklyn du nord au sud, et se termine près de Coney Island à Sheepshead Bay (en) qui donne sur l'Océan Atlantique.

## Origine du nom
Le nom Ocean Avenue fait référence à la proximité de l'avenue avec l'océan Atlantique.

## Historique
Au début du 20e siècle, « Ocean Avenue » a connu le développement de quartiers résidentiels, en particulier autour de Midwood (en) et Flatbush, avec des maisons mitoyennes et des immeubles d'appartements destinés à la classe moyenne.

## Bâtiments remarquables et lieux de mémoire
On y trouve en particulier la Synagogue d'East Midwood.

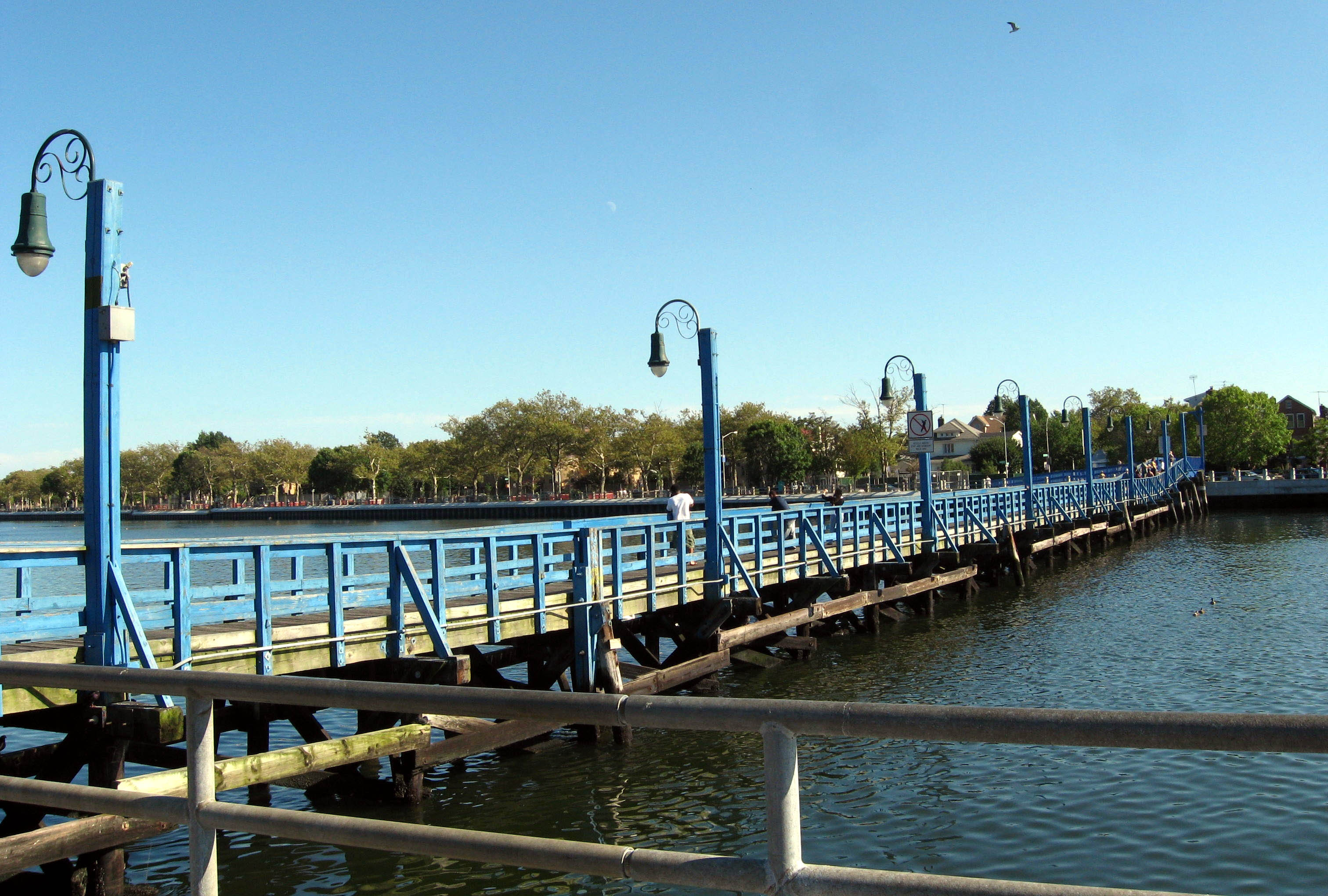
La passerelle pour piétons de Sheepshead Bay qui prolonge Ocean Avenue à Coney Island.